# Флинтвил (Тенеси)
Флинтвил (енгл. Flintville) насељено је место без административног статуса у америчкој савезној држави Тенеси.

## Демографија
По попису из 2010. године број становника је 627.
| Група             | 2000.    | 2010.       |
| Белци             | 0 (0,0%) | 593 (94,6%) |
| Афроамериканци    | 0 (0,0%) | 5 (0,8%)    |
| Азијати           | 0 (0,0%) | 3 (0,5%)    |
| Хиспаноамериканци | 0 (0,0%) | 11 (1,8%)   |
| Укупно            | 0        | 627         |